# Viola atropurpurea
Viola atropurpurea är en violväxtart som beskrevs av Leybold. Viola atropurpurea ingår i släktet violer, och familjen violväxter. Inga underarter finns listade i Catalogue of Life.